# Confederatie van de Aro
De Confederatie van de Aro was een politieke unie van een slavenstaat die geleid werd door de Aro. Het land bevond zich in het zuidwesten van het huidige Nigeria en ook in kleine delen van Kameroen en Equatoriaal-Guinea.
Nadat de Duitsers Kameroen koloniseerden in 1884 en de Spanjaarden Equatoriaal-Guinea in 1900 werd het gebied van de Aro kleiner. De Britten koloniseerden Nigeria rond 1901 en de Aro vielen de stad Obegu aan. De Britten reageerden door de hoofdstad Arochukwu aan te vallen waarop de Confederatie ophield te bestaan.